# Capi di governo dell'Ucraina
I capi di governo dell'Ucraina avvicendatisi a partire dal 1917 sono i seguenti.

## Lista

### Repubblica Popolare Ucraina
| Nominativo                                                                                             | Nominativo                                                                                             | Partito                                                                                                | Mandato                                                                                                | Mandato                                                                                                |
| Nominativo                                                                                             | Nominativo                                                                                             | Partito                                                                                                | Inizio                                                                                                 | Fine                                                                                                   |
| Presidenti del Segretariato generale del Consiglio centrale (Генеральний секретаріат Центральної Ради) | Presidenti del Segretariato generale del Consiglio centrale (Генеральний секретаріат Центральної Ради) | Presidenti del Segretariato generale del Consiglio centrale (Генеральний секретаріат Центральної Ради) | Presidenti del Segretariato generale del Consiglio centrale (Генеральний секретаріат Центральної Ради) | Presidenti del Segretariato generale del Consiglio centrale (Генеральний секретаріат Центральної Ради) |
| --- | --- | --- | --- | --- |
| | Volodymyr Kyrylovič Vynnyčenko                                                                         | Partito Operaio Socialdemocratico Ucraino                                                              | 28 giugno 1917                                                                                         | 22 gennaio 1918                                                                                        |
| Presidenti del Consiglio dei ministri del popolo (Рада народных министров)                             | | | | |
| | Volodymyr Kyrylovič Vynnyčenko                                                                         | Partito Operaio Socialdemocratico Ucraino                                                              | 22 gennaio 1918                                                                                        | 31 gennaio 1918                                                                                        |
| | Vsevolod Oleksandrovyč Holubovyč                                                                       | Partito Ucraino dei Socialisti Rivoluzionari                                                           | 31 gennaio 1918                                                                                        | 29 aprile 1918                                                                                         |

1. ↑  15 giugno 1917 secondo il calendario giuliano
2. ↑  9 gennaio 1918 secondo il calendario giuliano; data di proclamazione dell'indipendenza dalla Russia (IV Universale, IV Універсал)
3. ↑  18 gennaio 1918 secondo il calendario giuliano

### Stato ucraino
| Nominativo                            | Nominativo                            | Partito                               | Mandato                               | Mandato                               |
| Nominativo                            | Nominativo                            | Partito                               | Inizio                                | Fine                                  |
| Presidenti del Consiglio dei ministri | Presidenti del Consiglio dei ministri | Presidenti del Consiglio dei ministri | Presidenti del Consiglio dei ministri | Presidenti del Consiglio dei ministri |
| ------------------------------------- | ------------------------------------- | ------------------------------------- | ------------------------------------- | ------------------------------------- |
|                                       | Mykola Mykolajovyč Sachno-Ustymovyč   | Comunità Popolare Ucraina             | 29 aprile 1918                        | 30 aprile 1918                        |
|                                       | Mykola Prokopovyč Vasylenko           | Partito Democratico Costituzionale    | 30 aprile 1918                        | 4 maggio 1918                         |
|                                       | Fedir Andrijovič Lyzohub              | Unione del 17 ottobre                 | 4 maggio 1918                         | 14 novembre 1918                      |
|                                       | Serhij Mykolajovyč Herbel'            | Indipendente                          | 14 novembre 1918                      | 14 dicembre 1918                      |

### Repubblica Popolare Ucraina
| Nominativo                                                                 | Nominativo                                                                 | Partito                                                                    | Mandato                                                                    | Mandato                                                                    |
| Nominativo                                                                 | Nominativo                                                                 | Partito                                                                    | Inizio                                                                     | Fine                                                                       |
| Presidenti del Consiglio dei ministri del popolo (Рада народных министров) | Presidenti del Consiglio dei ministri del popolo (Рада народных министров) | Presidenti del Consiglio dei ministri del popolo (Рада народных министров) | Presidenti del Consiglio dei ministri del popolo (Рада народных министров) | Presidenti del Consiglio dei ministri del popolo (Рада народных министров) |
| -------------------------------------------------------------------------- | -------------------------------------------------------------------------- | -------------------------------------------------------------------------- | -------------------------------------------------------------------------- | -------------------------------------------------------------------------- |
|                                                                            | Volodymyr Musijovyč Čechivs'kij                                            | Partito Operaio Socialdemocratico Ucraino                                  | 26 dicembre 1918                                                           | 13 febbraio 1919                                                           |
|                                                                            | Serhij Stefanovyč Ostarenko                                                | Indipendente                                                               | 13 febbraio 1919                                                           | 9 aprile 1919                                                              |
|                                                                            | Borys Mykolajovyč Martos                                                   | Partito Operaio Socialdemocratico Ucraino                                  | 9 aprile 1919                                                              | 27 agosto 1919                                                             |
|                                                                            | Isaak Prochorovyč Mazepa                                                   | Partito Operaio Socialdemocratico Ucraino                                  | 29 agosto 1919                                                             | 26 maggio 1920                                                             |
|                                                                            | V'jačeslav Kostjantynovyč Prokopovyč                                       | Partito Ucraino dei Socialisti-Federalisti                                 | 26 maggio 1920                                                             | 10 novembre 1920                                                           |

1. ↑  Dimissionario il 14 ottobre 1920. Seguirono i cosiddetti governi in esilio della Repubblica Popolare Ucraina, il primo dei quali presieduto da Andrij Mykolajovič Livyc'skyj

### Repubblica Socialista Sovietica Ucraina
| Nominativo                                                                                             | Nominativo                                                    | Partito                                                       | Mandato                                                       | Mandato                                                       |
| Nominativo                                                                                             | Nominativo                                                    | Partito                                                       | Inizio                                                        | Fine                                                          |
| Presidenti del Segretariato del popolo (Народний секретаріат)                                          | Presidenti del Segretariato del popolo (Народний секретаріат) | Presidenti del Segretariato del popolo (Народний секретаріат) | Presidenti del Segretariato del popolo (Народний секретаріат) | Presidenti del Segretariato del popolo (Народний секретаріат) |
| --- | ------------------------------------------------------------- | ------------------------------------------------------------- | ------------------------------------------------------------- | ------------------------------------------------------------- |
| | Jevhenija Bohdanivna Boš                                      |                                                               | dicembre 1917                                                 | 9 marzo 1918                                                  |
| | Mykola Oleksijovyč Skrypnyk                                   |                                                               | 9 marzo 1918                                                  | 17 novembre 1918                                              |
| Presidenti del Governo provvisorio degli Operai e dei Contadini (Тимчасовий робітничо-селянський уряд) |                                                               |                                                               |                                                               |                                                               |
| | Christian Georgievič Rakovskij                                |                                                               | 17 novembre 1918                                              | 28 novembre 1918                                              |
| | Georgij Leonidovič Pjatakov                                   |                                                               | 28 novembre 1918                                              | 6 gennaio 1919                                                |
| Presidenti del Consiglio dei commissari del popolo (Рада народних комісарів)                           |                                                               |                                                               |                                                               |                                                               |
| | Georgij Leonidovič Pjatakov                                   | Partito Comunista dell'Ucraina (bolscevico)                   | 6 gennaio 1919                                                | 29 gennaio 1919                                               |
| | Christian Georgievič Rakovskij                                | Partito Comunista dell'Ucraina (bolscevico)                   | 29 gennaio 1919                                               | 17 dicembre 1919                                              |
| | Grigorij Ivanovič Petrovskij                                  | Partito Comunista dell'Ucraina (bolscevico)                   | 17 dicembre 1919                                              | 19 febbraio 1920                                              |
| | Christian Georgievič Rakovskij                                | Partito Comunista dell'Ucraina (bolscevico)                   | 19 febbraio 1920                                              | 15 luglio 1923                                                |
| | Vlas Jakovlevič Čubar'                                        | Partito Comunista dell'Ucraina (bolscevico)                   | 15 luglio 1923                                                | 28 aprile 1934                                                |
| | Panas Petrovyč Ljubčenko                                      | Partito Comunista dell'Ucraina (bolscevico)                   | 28 aprile 1934                                                | 30 agosto 1937                                                |
| | Mychajlo Іllіč Bondarenko                                     | Partito Comunista dell'Ucraina (bolscevico)                   | 30 agosto 1937                                                | 13 ottobre 1937                                               |
| | Nykolaj Makarovyč Marčak                                      | Partito Comunista dell'Ucraina (bolscevico)                   | 13 ottobre 1937                                               | 19 febbraio 1938                                              |
| | Dem'jan Serhijovyč Korotčenko                                 | Partito Comunista dell'Ucraina (bolscevico)                   | 19 febbraio 1938                                              | 6 agosto 1939                                                 |
| | Leonid Romanovyč Korniyec'                                    | Partito Comunista dell'Ucraina (bolscevico)                   | 6 agosto 1939                                                 | 16 febbraio 1944                                              |
| | Nikita Sergeevič Chruščëv                                     | Partito Comunista dell'Ucraina (bolscevico)                   | 16 febbraio 1944                                              | 15 marzo 1946                                                 |
| Presidenti del Consiglio dei ministri (Ради Міністрів)                                                 |                                                               |                                                               |                                                               |                                                               |
| | Nikita Sergeevič Chruščëv                                     | Partito Comunista dell'Ucraina (bolscevico)                   | 15 marzo 1946                                                 | 12 dicembre 1947                                              |
| | Dem'jan Serhijovyč Korotčenko                                 | Partito Comunista dell'Ucraina (bolscevico)                   | 12 dicembre 1947                                              | 15 gennaio 1954                                               |
| | Nykyfor Tymofijovyč Kal'čenko                                 | Partito Comunista dell'Ucraina                                | 15 gennaio 1954                                               | 28 febbraio 1961                                              |
| | Vladimir Vasil'evič Ščerbickij                                | Partito Comunista dell'Ucraina                                | 28 febbraio 1961                                              | 28 giugno 1963                                                |
| | Ivan Pavlovyč Kazanec'                                        | Partito Comunista dell'Ucraina                                | 28 giugno 1963                                                | 22 ottobre 1965                                               |
| | Vladimir Vasil'evič Ščerbickij                                | Partito Comunista dell'Ucraina                                | 22 ottobre 1965                                               | 8 giugno 1972                                                 |
| | Oleksandr Pavlovyč Ljaško                                     | Partito Comunista dell'Ucraina                                | 8 giugno 1972                                                 | 10 luglio 1987                                                |
| | Vitalij Andrijovyč Masol                                      | Partito Comunista dell'Ucraina                                | 10 luglio 1987                                                | 23 ottobre 1990                                               |
| | Vitol'd Pavlovyč Fokin                                        | Partito Comunista dell'Ucraina                                | 23 ottobre 1990                                               | 18 aprile 1991                                                |

### Ucraina
| Nominativo      | Nominativo            | Partito                                                  | Governo         | Mandato           | Mandato           | Elezioni                        | Presidente           |
| Nominativo      | Nominativo            | Partito                                                  | Governo         | Inizio            | Fine              | Elezioni                        | Presidente           |
| --------------- | --------------------- | -------------------------------------------------------- | --------------- | ----------------- | ----------------- | ------------------------------- | -------------------- |
|                 | Vitol'd Fokin         | Indipendente                                             | Fokin           | 18 aprile 1991    | 2 ottobre 1992    | –                               | Leonid Kravčuk       |
|                 | Valentyn Symonenko    |                                                          | (ad interim)    | 2 ottobre 1992    | 13 ottobre 1992   | –                               | Leonid Kravčuk       |
|                 | Leonid Kučma          | Indipendente                                             | Kučma           | 13 ottobre 1992   | 22 settembre 1993 | –                               | Leonid Kravčuk       |
|                 | Jukhym Zvjahil's'kyj  |                                                          | (ad interim)    | 22 settembre 1993 | 16 giugno 1994    | –                               | Leonid Kravčuk       |
|                 | Vitalij Masol         | Indipendente                                             | Masol II        | 16 giugno 1994    | 6 marzo 1995      | 1994                            | Leonid Kučma         |
|                 | Jevhen Marčuk         | Indipendente                                             | Marčuk          | 6 marzo 1995      | 28 maggio 1996    | 1994                            | Leonid Kučma         |
|                 | Pavlo Lazarenko       | Indipendente                                             | Lazarenko I     | 28 maggio 1996    | 11 luglio 1996    | 1994                            | Leonid Kučma         |
| Lazarenko II    | Pavlo Lazarenko       | Indipendente                                             | 11 luglio 1996  | 18 giugno 1997    |                   | 1994                            | Leonid Kučma         |
|                 | Vasyl' Durdynec'      |                                                          | (ad interim)    | 19 giugno 1997    | 16 luglio 1997    | 1994                            | Leonid Kučma         |
|                 | Valerij Pustovojtenko | Partito Popolare-Democratico                             | Pustovojtenko   | 16 luglio 1997    | 22 dicembre 1999  | 1994                            | Leonid Kučma         |
| 1998            | Valerij Pustovojtenko | Partito Popolare-Democratico                             | Pustovojtenko   | 16 luglio 1997    | 22 dicembre 1999  |                                 | Leonid Kučma         |
|                 | Viktor Juščenko       | Partito Popolare-Democratico                             | Juščenko        | 22 dicembre 1999  | 29 maggio 2001    |                                 | Leonid Kučma         |
|                 | Anatolij Kinach       | Partito degli Industriali e degli Imprenditori d'Ucraina | Kinach          | 29 maggio 2001    | 21 novembre 2002  |                                 | Leonid Kučma         |
|                 | Viktor Janukovyč      | Partito delle Regioni                                    | Janukovyč I     | 21 novembre 2002  | 5 gennaio 2005    | 2002                            | Leonid Kučma         |
|                 | Mykola Azarov         |                                                          | (ad interim)    | 5 gennaio 2005    | 24 gennaio 2005   | 2002                            | Leonid Kučma         |
|                 | Julija Tymošenko      | Patria                                                   | Tymošenko I     | 24 gennaio 2005   | 8 settembre 2005  | 2002                            | Viktor Juščenko      |
|                 | Jurij Jechanurov      |                                                          | Jechanurov      | 8 settembre 2005  | 10 agosto 2006    | 2002                            | Viktor Juščenko      |
|                 | Viktor Janukovyč      | Partito delle Regioni                                    | Janukovyč II    | 10 agosto 2006    | 18 dicembre 2007  | 2006                            | Viktor Juščenko      |
|                 | Julija Tymošenko      | Patria                                                   | Tymošenko II    | 18 dicembre 2007  | 3 marzo 2010      | 2007                            | Viktor Juščenko      |
|                 | Oleksandr Turčynov    |                                                          | (ad interim)    | 3 marzo 2010      | 11 marzo 2010     | 2007                            | Viktor Janukovyč     |
|                 | Mykola Azarov         | Partito delle Regioni                                    | Azarov I        | 11 marzo 2010     | 3 dicembre 2012   | 2007                            | Viktor Janukovyč     |
| Azarov II       | Mykola Azarov         | Partito delle Regioni                                    | 3 dicembre 2012 | 27 gennaio 2014   | 2012              |                                 | Viktor Janukovyč     |
| Vacante         | Vacante               | Vacante                                                  | Vacante         | Vacante           | Vacante           | Oleksandr Turčynov (ad interim) |                      |
|                 | Oleksandr Turčynov    | Patria                                                   | (ad interim)    | 22 febbraio 2014  | 2012              | Oleksandr Turčynov (ad interim) | 26 febbraio 2014     |
|                 | Arsenij Jacenjuk      | Patria                                                   | Jacenjuk I      | 26 febbraio 2014  | 2012              | Oleksandr Turčynov (ad interim) | 2 dicembre 2014      |
| Fronte Popolare | Arsenij Jacenjuk      | Jacenjuk II                                              | 2 dicembre 2014 | 14 aprile 2016    | 2014              | Petro Porošenko                 |                      |
|                 | Volodymyr Hrojsman    | Solidarietà Europea                                      | Hrojsman        | 14 aprile 2016    | 2014              | Petro Porošenko                 | 29 agosto 2019       |
|                 | Oleksij Hončaruk      | Servitore del Popolo                                     | Hončaruk        | 29 agosto 2019    | 4 marzo 2020      | 2019                            | Volodymyr Zelens'kyj |
|                 | Denys Šmyhal'         | Indipendente                                             | Šmyhal'         | 4 marzo 2020      | 17 luglio 2025    | 2019                            | Volodymyr Zelens'kyj |
|                 | Julija Svyrydenko     | Indipendente                                             | Svyrydenko      | 17 luglio 2025    | in carica         | 2019                            | Volodymyr Zelens'kyj |

1. ↑  Ad interim fino al 7 giugno 1995
2. ↑  Ad interim dal 30 novembre 1999
3. ↑  Ad interim dal 28 aprile 2001
4. ↑  Ad interim dal 16 novembre 2002
5. ↑  Ad interim fino al 4 febbraio 2005
6. ↑  Ad interim fino al 21 settembre 2005 e dal 10 gennaio 2006
7. ↑  De iure dal 27 gennaio 2014; de facto dal 26 febbraio 2014